# Секст Помпоний
Помпоний Секст (лат. Sextus Pomponius; дата рождения и смерти неизвестны) — римский юрист II века, автор трактатов по римскому гражданскому праву, монографий по отдельным вопросам частного права и обширного комментария к преторскому эдикту. Многочисленные сочинения Помпония Секста (всего около 150 книг) известны в основном по цитатам и фрагментам в работах последующих авторов.
Отличительные черты трудов Помпония Секста — широкая эрудиция как в древней, так и в новой юридической литературе, интерес к истории права, чистота и ясность языка.
Сочинения его: «Libri ad edictum» — наиболее обширный из известных нам комментарий к эдикту (83 книги), «Libri ex Sabino», «Ad Q. Mucium», «Liber Singularis enchiridii», «Enchiridion» — все времен Адриана, «Variae lectiones» (41 кн.), 20 кн. «Epistolae»
Ad edictum — это обширнейший в римской правовой литературе комментарий к эдикту. Только в первой половине III века н. э. его превзошли комментарии Ульпиана и Павла. Комментарий Помпония известен нам только благодаря цитатам, встречающимся у других правоведов. «К Квинту Муцию» и «К Сабину», с формальной точки зрения, являются комментариями к трудам Квинта Муция Сцеволы и Массирия Сабина; фактически же это законченная система гражданского права.
Из малых работ Помпония в Корпусе гражданского права цитируются монография Помпония О словесных обязательствах (De stipulationibus), по меньшей мере в 8 книгах, О неформальных замечаниях (De fideicommissis) в 5 книгах и О решениях сената (De senatus consultis) в 5 книгах, а также К Плавтию в 7 книгах, комментарий к неизвестному нам сочинению юриста по имени Плавтий. Особого внимания заслуживает Enchiridium (учебник, пособие) Помпония в 2 книгах, произведение обзорного типа, от которого в Корпусе гражданского права сохранилось историческое вступление, рассказывающее об историческом развитии источников римского права, правовой структуре и римской юриспруденции до Юлиана.